# ベストパーソン
株式会社ベストパーソンは、会計事務所を主体としていた合同総研（広島県広島市）から派生したグループ企業。本業の会計業を活かして介護請求事務代行業を始めたことから介護業界に携わるようになり、現在では介護請求事務代行、介護専門求人サイト「e介護転職」、看護師専門求人サイト「e看護師求人」を運営し、介護・医療の支援サービスの提供に取り組む企業である。

## 概要
- 本社の所在地 - 東京都港区浜松町1-6-15VORT浜松町6F
- 大阪支社 - 大阪府大阪市淀川区西中島4-2-26天神第一ビル5F
- 広島支社 - 広島県広島市中区大手町5-17-13

## 沿革
- 1999年11月11日設立。

## 主なサービス
- e介護転職（介護福祉の求人・転職サイト）
- e看護師求人（看護師専門の求人・転職サイト）
- e介護福祉資格（介護福祉資格学校検索サイト）
- ベスト介護（介護請求事務アウトソーシング）
- 介護ピア（介護サービス総合検索サイト）